# Línea Verde (Tranvía de San Diego)
La Línea Verde es la línea del tranvía de San Diego más nueva del sistema Metropolitano de Tránsito de San Diego, inaugurada en el 2005. La línea verde actualmente tiene servicios que conectan a Old Town y Santee. Esta línea también incluye la extensión este de Mission Valley, al igual que los segmentos que previamente operaban en la Línea Azul al oeste de Mission San Diego y al este de Grossmont Transit Ceter de la Línea Naranja. El sistema de trolleys o tranvías de la ciudad de San Diego no tiene un sistema de metro o subterráneo, sin embargo en la Universidad Estatal de San Diego, la tiene la única estación subterránea del Sistema Metropolitano de San Diego.

## Estaciones
Las paradas o estaciones de la Línea Verde son las siguientes:
| Línea                | Estación                                   | Ubicación      |
| -------------------- | ------------------------------------------ | -------------- |
| Verde Naranja Chipre | El Cajon Transit Center                    | El Cajón       |
| Verde Naranja        | Amaya Drive                                | La Mesa        |
| Verde Naranja        | Grossmont Transit Center                   | La Mesa        |
| Verde Naranja        | 70th Street                                | La Mesa        |
| Verde                | UC San Diego Health East                   | College Area   |
| Verde                | SDSU Transit Center (estación subterránea) | College Area   |
| Verde                | Grantville                                 | Grantville     |
| Verde                | Mission San Diego                          | Grantville     |
| Verde                | Stadium                                    | Mission Valley |
| Verde                | Fenton Parkway                             | Mission Valley |
| Verde                | Río Vista                                  | Mission Valley |
| Verde                | Mission Valley Center                      | Mission Valley |
| Verde                | Hazard Center                              | Mission Valley |
| Verde                | Fashion Valley Transit Center              | Mission Valley |
| Verde                | Morena/Linda Vista                         | Morena         |
| Verde Azul           | Old Town Transit Center                    | Old Town       |
| Verde Azul           | Calle Washington                           | San Diego      |
| Verde Azul           | Middletown                                 | San Diego      |
| Verde Azul           | County Center/Little Italy                 | San Diego      |
| Verde Azul           | Santa Fe Depot                             | Downtown       |
| Verde                | Seaport Village                            | Downtown       |
| Verde                | Centro de Convenciones                     | Downtown       |
| Verde                | Gaslamp Quarter                            | Downtown       |
| Verde Naranja Azul   | 12th & Imperial Transit Center             | Downtown       |